# Vernois-sur-Mance
Vernois-sur-Mance là một xã ở tỉnh Haute-Saône trong vùng Franche-Comté phía đông Pháp. Xã có diện tích 8,03 km², dân số năm 2006 là 185 người. Khu vực này có độ cao từ 222-374 mét trên mực nước biển.